# Koorts
Koorts (febris) of pyrexie is een verhoging van de normale gemiddelde kerntemperatuur van een organisme, vaak ten gevolge van een ontsteking.

## Waarden bij de mens
Bij de mens is de gemiddelde lichaamstemperatuur ca. 37 °C. Hierin bestaat een niet te verwaarlozen dagelijkse variatie tussen 35,5 à 36 °C in de late nacht (03-05 uur) en 37,5 °C laat in de middag (15-17 uur), bij een normaal werkende biologische klok. Per persoon kan hier ook enig verschil in bestaan. Bij vrouwen is bovendien het tijdstip in de menstruatiecyclus en een eventuele zwangerschap van invloed. Zo zal een snelle verhoging van 0,2 tot 0,5 °C wijzen op het ten einde lopen van de vruchtbare fase van de menstruele cyclus. De maximale kerntemperatuur is ongeveer 42 °C, bij een hogere waarde is de werking van enzymen in het lichaam dusdanig afgenomen dat er direct levensgevaar is.
Niet alle bronnen houden dezelfde grenswaarden voor verhoging of koorts aan. Over het algemeen wordt bij een lichaamstemperatuur tussen 37,5 °C en 38,4 °C gesproken over subfebriele temperatuur of verhoging, daarboven (38,5 °C of hoger) van koorts. Deze grenzen zijn klinisch relevant, omdat vanaf een temperatuur van 38,5 °C bacteriëmie aannemelijk wordt en het dus zinvol is om bloedkweken af te nemen. De meeste bronnen houden aan dat alleen een verhoging van de lichaamstemperatuur die ontstaat door ontregeling van de inwendige thermostaat koorts genoemd wordt; in andere gevallen spreekt men van hyperthermie.

## Bijkomende symptomen
Koorts gaat veelal gepaard met enig tot ernstig onwel voelen en kan dan indien nodig of gewenst met koortswerende middelen, met antipyretica zoals paracetamol worden tegengegaan. Bijkomende symptomen zijn meestal algeheel gevoel van onwel zijn, concentratieproblemen, vermoeidheid en slaperigheid, rood aanlopen en gebrek aan eetlust. Opkomende koorts gaat gepaard met een bleke huid, rillen en klappertanden. Wanneer men in een warme omgeving is of de koorts zijn maximum bereikt heeft, zal men rood aanlopen en gaan zweten.
Hoge koorts kan gepaard gaan met neurologische stoornissen, met delier, ijlen en evenwichtsstoornissen tot gevolg. Hoesten en overtollige slijmaanmaak kunnen ook optreden. Men zal zeer levendig gaan dromen, wat soms, vooral bij kinderen, tot nachtmerries kan leiden. Een snelle temperatuurstijging geeft bij zeer jonge kinderen weleens aanleiding tot een koortsstuip.

## Temperatuurmeting
De lichaamstemperatuur kan op verschillende plaatsen gemeten worden met een koortsthermometer.
Op de niet-invasieve manier of op de invasieve wijze.
A. De niet-invasieve methoden. Dit wil zeggen dat er geen rechtstreekse toegangsweg is intracorporeel (binnen het lichaam).
- Rectaal: dit wordt wel beschouwd als de gouden standaard van niet-invasieve temperatuurmeting. De thermometer wordt anaal ingebracht. Dit geeft meestal een goede schatting van de kerntemperatuur van het lichaam en is het meest betrouwbaar. Tegenindicatie: aanwezigheid van anale kloofjes, bij zware diarree, chirurgische ingrepen ter hoogte van de anus.

Minder betrouwbare methoden zijn:
- Slaapslagader: een speciaal daarvoor ontwikkelde infraroodthermometer (Eng.: temporal artery thermometer) wordt langs het verloop van de oppervlakkig liggende arteria temporalis (slaapslagader) gestreken. Het doel is de temperatuur van het slagaderlijke bloed te meten, die een goede representatie zou vormen van de kerntemperatuur. Hoewel minder nauwkeurig dan de gouden standaard (namelijk rectale temperatuurmeting) bleek in een wetenschappelijk onderzoek temperatuurmeting aan de slaapslagader betrouwbaarder te zijn dan temperatuurmeting in zowel oor als aan de huid.[4]
- Oor: de tympane temperatuur wordt in de uitwendige gehoorgang gemeten met een speciale oorthermometer. Dit geeft een vrij betrouwbare weergave van de lichaamstemperatuur als de meter inderdaad op het trommelvlies is gericht, maar sommige oorthermometers zijn niet accuraat. De oorschelp moet bij het meten wat naar boven en naar achteren worden getrokken om de gehoorgang in rechte positie te brengen. Deze methode is het meest betrouwbaar voor meting van de temperatuur van het centrale zenuwstelsel, als ze correct wordt uitgevoerd, omdat het trommelvlies het dichtste bij de hersenen ligt. Wel moet men bij deze methode oppassen dat de persoon die getemperatuurd wordt, niet lang op het betreffende oor gelegen heeft. Dit beïnvloedt de uitslag. Ook moet men oppassen dat er niet lange tijd zonlicht op het oor gevallen is. Het is overigens niet zeldzaam tussen beide oren met dezelfde meter op dezelfde tijd een graad verschil te meten. Tegenindicatie: bij oorontsteking (otitis).
- Voorhoofd: de temperatuur wordt gemeten met een infraroodthermometer die op enkele centimeters van het voorhoofd wordt gehouden. Hiermee wordt met name de temperatuur van de voorhoofdshuid gemeten, die aanzienlijk kan verschillen van de kerntemperatuur van het lichaam.
- Oraal: de thermometer wordt onder de tong gehouden. Deze meting is nogal kwetsbaar voor meetfouten en geeft zelfs bij juiste uitvoering een onderschatting van de lichaamstemperatuur met 0,3 tot 0,5 °C. Het is niet aan te raden bij kleine kinderen wegens het risico op kwetsuren.
- Axillair: de thermometer wordt onder de oksel gehouden. Deze manier van meten is erg onbetrouwbaar en geeft een onderschatting van de lichaamstemperatuur met minstens 0,5 - 1,0°C.
- Inguinaal: dit is temperatuurmeting via de lies. Deze manier wordt vaker toegepast bij personen waarbij de okselholte groot is, bijvoorbeeld zeer magere personen.
- Dermaal: de temperatuur wordt via de huid door middel van een huidprobe gemeten. Deze manier kan bij neonaten (pasgeborenen) verpleegd in couveuze soms toegepast worden.

"Thermometers" bestaande uit strookjes met vloeibare kristallen die op het voorhoofd moeten worden gehouden zijn volstrekt onbetrouwbaar.
Iemand met koorts zal niet overal in het lichaam dezelfde temperatuur hebben, verschillende resultaten gemeten met verschillende technieken kunnen reële verschillen weergeven. Traditioneel wordt de rectale meting als betrouwbaarste gezien.
Men kan gebruikmaken van een digitale of een kwikthermometer. De meeste digitale thermometers zijn zeer nauwkeurig als ze volgens de gebruiksaanwijzing worden gebruikt. Meting van de rectale temperatuur met een digitale thermometer gaat meestal ook aanzienlijk sneller dan met een kwikthermometer en er is geen gevaar van breuk.  
B. De invasieve methodes. Deze meting gebeurt door een rechtstreekse verbinding te maken in het lichaam door middel van het plaatsen van een katheter of een sonde en die via monitoring permanent geregistreerd wordt. Deze manier van temperatuurcontrole vindt vooral plaats op afdelingen intensieve zorg.

## Typen koorts

### Intermitterend type
Bij dit type daalt de koorts over het verloop van de dag tot er een normale waarde bereikt wordt. Wanneer de variatie tussen piektemperatuur en normale temperatuur groot is spreekt men van hectische koorts. Dit type koorts vindt men voornamelijk bij bacteriële infecties (hoofdzakelijk wanneer er abcessen gevormd zijn), maar ook bij progressieve uitgezaaide tuberculose waarbij meerdere organen zijn aangedaan en kwaadaardige lymfomen.

### Remitterend type
Bij dit type daalt de koorts over het verloop van de dag zonder een normale waarde te bereiken. Dit type koorts heeft geen diagnostisch karakter daar de meeste koortsgevallen een dergelijk verloop vertonen. Gaat vaak gepaard met hoestaanvallen.

### Aanvalsgewijs optredende koorts
Bij dit type koorts worden korte perioden van koorts gescheiden door een of meer koortsvrije dagen. Dit type koorts treedt onder andere op bij malaria en urineweginfecties met perioden van uretherobstructie. 

### Relapsing fever
Dit type wordt gekenmerkt door koortsperioden van 3 à 10 dagen met daartussen koortsvrije intervallen van eveneens 3 à 10 dagen. Dit type koorts kan gezien worden bij de ziekte van Hodgkin.

### Continue koorts
Bij dit type blijft de koorts gedurende de hele dag op ongeveer dezelfde temperatuur en stijgt of daalt de koorts niet.

## Oorzaken van koorts

### Verhoging van endogene thermostaat
Koorts is het gevolg van een verhoogde instelling van de interne thermostaat (in de hypothalamus). Pyrogenen (koortsopwekkende stoffen) ontstaan door:
- Bacteriële toxines bij infectie
- Vrijmaken van prostaglandinen bij infectie of ontsteking
- Sommige vergiftigingen

Soms raakt de thermostaat van slag door een klein letsel in de hypothalamus zelf, bijvoorbeeld een hersenstaminfarct.

### Exogene oververhitting
Wanneer het lichaam in een toestand komt waarin het niet meer voldoende kan afkoelen tot een normale temperatuur, zal de lichaamstemperatuur stijgen zonder een verhoogde instelling van de inwendige thermostaat: hyperthermie. Dit kan bij ernstige oververhitting leiden tot een hitteberoerte. Dit is echter geen koorts. Anders dan bij koorts zijn bij hyperthermie de normale homeostatische mechanismen niet meer intact. 
- Zonnesteek (heliosis) door een te lang verblijf in volle zon.
- Kind achterlaten in een afgesloten auto in de zon.
- Inspanning in een zeer vochtige warme omgeving, bv. de tropen: transpiratie kan het lichaam onvoldoende afkoelen.
- Bij iedere fikse inspanning (bv. een poos hardlopen) kan de temperatuur oplopen tot 38 à 38,5 graden of bij een marathon nog wel hoger, maar zal bij rusten snel weer tot normale waarden dalen. Dit is een normaal verschijnsel.

In geval van ernstige hyperthermie (meer dan 40,5 graden) dient men het slachtoffer dringend af te koelen door hem naar een koelere plek te brengen en/of met water af te koelen. Deze toestand is levensbedreigend indien er niet adequaat ingegrepen wordt.

## Betekenis van koorts
Koorts kan opgevat worden als een bescherming tegen ziekteverwekkers, maar ook als een manier van bacteriën om het afweersysteem te ontlopen. 
- Door een verhoogde lichaamstemperatuur versnelt het metabolisme en kan er een sneller herstel optreden van aangetaste cellen of weefsels.
- Koorts versnelt het hartritme en daarmee de bloedsomloop, waardoor de cellen van het immuunsysteem sneller aangevoerd worden.

Koorts kan dus een natuurlijk beschermingsmechanisme zijn. Heel hoge koorts kan echter schade veroorzaken of ons zeer onbehaaglijk doen voelen. Als de lichaamstemperatuur boven de 42 °C stijgt, leidt deze tot de dood door denaturatie van eiwitten (proteïnen).
- Daarnaast kan koorts opgewekt worden door bacteriën zelf door middel van pyrogenen zodat zij door de hoge temperatuur zich sneller kunnen vermeerderen en zo het afweersysteem kunnen ontlopen.

## Verschil tussen koorts en hyperthermie
Koorts is een door ziekte of infectie veroorzaakte verhoging van de kerntemperatuur. De hypothalamus verhoogt de normwaarde (Tset) voor de lichaamstemperatuur actief en houdt deze binnen homeostatische grenzen. Bij hyperthermie is dit echter niet het geval. Daardoor is er bij een temperatuur van 41 °C of meer meestal sprake van hyperthermie. Ook de perceptie van de gegenereerde warmte wijst in de richting van een nieuwe normwaarde voor de lichaamstemperatuur. Bij hyperthermie (en dus een normale Tset) wordt de gegenereerde warmte als onaangenaam ervaren. Maatregelen om het lichaam te koelen worden genomen (bv. zich ontdoen van een kledingstuk). Bij het begin van koorts (met een verhoogde Tset) daarentegen heeft het individu het koud en kiest ervoor extra kleren aan te doen om het lichaam te verwarmen (tot aan de normwaarde). Wanneer koorts toeslaat in een warme omgeving zullen de vaatjes in de huid samentrekken (cutane vasoconstrictie) om warmteverlies langs de huid tegen te gaan en Tset te bereiken. In een koude omgeving echter (waar de vaatjes al samengetrokken zijn) zal de reactie van het lichaam rillen zijn.